# Дубровка (Верховский район)
Дубровка — упразднённая деревня в Верховском районе Орловской области России. Входила в состав Русско-Бродского сельского поселения. Упразднена в 2004 году.

## География
Деревня располагалась в восточной части Орловской области, в лесостепной зоне, в пределах центральной части Среднерусской возвышенности, в истоке ручья Тарасанков (приток реки Любовши), на расстоянии примерно 10,5 километра (по прямой) к северо-востоку от села Русский Брод.

### Климат
Климат населённого пункта характеризуется как умеренно континентальный, с ярко выраженными временами года. Средняя многолетняя температура воздуха составляет 4,1 — 4,9 °C. Абсолютный минимум температура воздуха самого холодного месяца (января) составляет −30,2 °C; абсолютный максимум самого тёплого месяца (июля) — 37 °C. Среднегодовое количество атмосферных осадков составляет 537—550 мм.

## История
Постановлением Орловской областной думы от 15 октября 2004 года № 32/645-ОС деревня Дубровка исключена из учётных данных.

## Население
Согласно результатам переписи 2002 года в деревне проживало 2 человека, все русские.